# Sanāvord
Sanāvord (persiska: سناورد, عَبّاسابادِ سَناوُرد, عَبّاس‌آباد سَناوُرد, اَبّاس‌آباد سَنابَرد) är en ort i Iran.   Den ligger i provinsen Markazi, i den centrala delen av landet, 250 km sydväst om huvudstaden Teheran. Sanāvord ligger 1 774 meter över havet och antalet invånare är 704.
Terrängen runt Sanāvord är kuperad åt sydost, men åt nordväst är den platt.Runt Sanāvord är det ganska tätbefolkat, med 54 invånare per kvadratkilometer. Närmaste större samhälle är Tūr Gīr, 12,3 km nordväst om Sanāvord. Trakten runt Sanāvord består i huvudsak av gräsmarker.